# Pierre Billet (résistant)
Pour les articles homonymes, voir Billet.
Ne doit pas être confondu avec Pierre Billet.
Pierre (Maurice, Georges) Billet, né le 2 mars 1925 à Besançon (Doubs) et exécuté le 8 août 1944 à Saizenay (Jura), est un résistant français,.
Bucheron à Chissey-sur-Loue, il rejoint les Francs-tireurs et partisans de La Chapelle-sur-Furieuse. Grièvement blessé lors de combats au Mont Poupet, il est fait prisonnier et torturé ; refusant de parler, il est assassiné à Saizenay,,,,. Pierre Billet est reconnu mort pour la France le 12 avril 1945,, obtient à titre posthume la Croix de Guerre avec étoile de bronze,, est cité à l’ordre du Régiment et la carte de Combattant volontaire de la Résistance, et son nom est gravé à Notre-Dame de la Libération, au monument aux morts et sur la plaque de l'église de Chissey-sur-Loue, ainsi que sur une stèle commémorative à Saizenay.